# NGC 6365A
NGC 6365A је спирална галаксија у сазвежђу Змај која се налази на NGC листи објеката дубоког неба.
Деклинација објекта је + 62° 9' 57" а ректасцензија 17h 22m 44,0s. Привидна величина (магнитуда) објекта NGC 6365 износи 13,9 а фотографска магнитуда 14,6. NGC 6365A је још познат и под ознакама UGC 10832, MCG 10-25-19, CGCG 300-20, KCPG 511A, ARP 30, VV 232, PGC 60174.